# Esegesi mistica ebraica

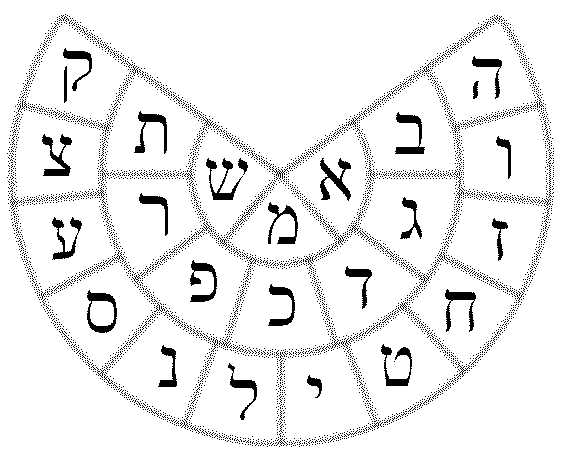
La ruota di Yetzirah

L‘Esegesi mistica ebraica è un metodo di interpretare la Bibbia basato sull'assunto che la Torah contenga conoscenza segreta in merito alla Creazione e alle manifestazioni di Dio. L'unico sistema per scoprire tali segreti è di sapere come decodificare il testo e rivelarli. Il metodo più idoneo risale al III secolo.
Concentrandosi sulla santità del testo, i mistici ebraici consideravano ogni sfumatura del testo come un indizio per scoprire i segreti divini, dal testo intero fino agli accenti di ciascuna lettera. Una volta che si riesce a trovare una tale conoscenza, si può usare il testo in rituali mistici che possono influenzare sia i mondi superiori (i cieli) che il mondo inferiore (il nostro mondo). Il nome di Dio è considerato una delle più grandi fonti di potenza e si ipotizza possa essere nascosto sotto varie forme in tutto il testo. Molta attività consiste nel riordinare gli spazi tra le parole per cercare i diversi nomi di Dio così come altri aspetti della conoscenza nascosta.
Esistono due testi fondamentali nell'ambito del misticismo ebraico: lo Sefer Yezirah e lo Zohar, entrambi testi esoterici e cabalistici.

## Sefer Yetzirah
Lo Sefer Yetzirah (in ebraico Sēpher Yəṣîrâh‎? - "Libro della Formazione" o "Libro della Creazione", ספר יצירה) è il titolo del primo testo esistente di esoterismo ebraico. "Yetzirah" viene tradotto più letteralmente con "Formazione"; la parola "Briah" è usata per "Creazione".

## Zohar
Lo Zohar è stato originariamente considerato come una rivelazione da Dio attraverso Rabbi Shimon bar Yohai, sia stato molto probabilmente scritto da Moses de León, nella Spagna del XIII secolo. Il testo utilizza grandi quantità di ghematria per interpretare il testo della Torah. Il metodo della ghematria consiste di valori numerici assegnati alle lettere ebraiche, dando ad ogni parola un valore, permettendo così di cercare schemi/configurazioni nel testo basandosi su tali valori numerici. Secondo lo Zohar, la ghematria è la più alta categoria di interpretazione, chiamata "Sod", che si riferisce all'interpretazione mistica. Ci sono anche significati letterali, allusivi e anagogici del testo che vengono rispettivamente indicati come "Peshat", "Remez" e "Derash". Quando si aggiunge la 4ª categoria, l'acrostico costituisce il metodo esegetico di quattro livelli chiamato Pardes ("Paradiso") che può essere raggiunto una volta che si comprenda la Torah in tutte e quattro le modalità di interpretazione.